# Praga 8
Praga 8 – dzielnica Pragi rozciągająca się w północnej części miasta, na wschód od Wełtawy. Składa się z mniejszych dzielnic: Bohnice, Kobylisy, Čimice, Karlín, Libeň, Troja, Střížkov, Nowe Miasto, Žižkov.
Obszar dzielnicy wynosi 21,82 km² i jest zamieszkiwany przez 102 021 mieszkańców (2008).